# Saint-Martin-de-Lerm
Saint-Martin-de-Lerm é uma comuna francesa na região administrativa da Nova Aquitânia, no departamento da Gironda. Estende-se por uma área de 6,93 km². Em 2010 a comuna tinha 152 habitantes (densidade: 21,9 hab./km²).